# 61e cérémonie des Golden Globes
La 61e cérémonie des Golden Globes, récompensant les films et séries diffusés en 2003 et les professionnels s'étant distingués cette année-là, a eu lieu le 25 janvier 2004 au Beverly Hilton Hotel de Beverly Hills.

## Palmarès
Les lauréats sont indiqués ci-dessous en premier de chaque catégorie et en caractères gras.

### Cinéma

#### Meilleur film dramatique
- Le Seigneur des anneaux : Le Retour du roi (The Lord of the Rings: The Return of the King)
  - Retour à Cold Mountain (Cold Mountain)
  - Master and Commander : De l'autre côté du monde (Master and Commander: The Far Side of the World)
  - Mystic River
  - Pur Sang, la légende de Seabiscuit (Seabiscuit)

#### Meilleur film musical ou comédie
- Lost in Translation
  - Joue-la comme Beckham (Bend It Like Beckham)
  - Big Fish
  - Le Monde de Nemo (Finding Nemo)
  - Love Actually

#### Meilleur réalisateur
- Peter Jackson pour Le Seigneur des anneaux : Le Retour du roi (The Lord of the Rings : The Return of the King)
  - Sofia Coppola pour Lost in Translation
  - Clint Eastwood pour Mystic River
  - Anthony Minghella pour Retour à Cold Mountain (Cold Mountain)
  - Peter Weir pour Master and Commander : De l'autre côté du monde (Master and Commander: The Far Side of the World)

#### Meilleur acteur dans un film dramatique
- Sean Penn pour le rôle de Jimmy Markum dans Mystic River
  - Russell Crowe pour le rôle du Capitaine Jack Aubrey dans Master and Commander : De l'autre côté du monde (Master and Commander: The Far Side of the World)
  - Tom Cruise pour le rôle du Capitaine Nathan Algren dans Le Dernier Samouraï (The Last Samurai)
  - Ben Kingsley pour le rôle de Behrani dans House of Sand and Fog
  - Jude Law pour le rôle de Inman dans Retour à Cold Mountain (Cold Mountain)

#### Meilleure actrice dans un film dramatique
- Charlize Theron pour le rôle d'Aileen Wuornos dans Monster
  - Nicole Kidman pour le rôle d'Ada Monroe dans Retour à Cold Mountain (Cold Mountain)
  - Uma Thurman pour le rôle de Beatrix Kiddo dans Kill Bill
  - Evan Rachel Wood pour le rôle de Tracy Freeland dans Thirteen
  - Scarlett Johansson pour le rôle de Griet La Jeune Fille à la perle (Girl with a Pearl Earring)

#### Meilleur acteur dans un film musical ou une comédie
- Bill Murray pour le rôle de Bob Harris dans Lost in Translation
  - Jack Black pour le rôle de Dewey Finn dans Rock Academy (School of Rock)
  - Johnny Depp pour le rôle du Capitaine Jack Sparrow dans Pirates des Caraïbes : La Malédiction du Black Pearl (Pirates of the Caribbean: The Curse of the Black Pearl)
  - Jack Nicholson pour le rôle de Harry Sanborn dans Tout peut arriver (Something's Gotta Give)
  - Billy Bob Thornton pour le rôle de Willie Stokes dans Bad Santa

#### Meilleure actrice dans un film musical ou une comédie
- Diane Keaton pour le rôle d'Erica Jane Barry dans Tout peut arriver (Something's Gotta Give)
  - Jamie Lee Curtis pour le rôle de Tess Coleman dans Freaky Friday : Dans la peau de ma mère (Freaky Friday)
  - Scarlett Johansson pour le rôle de Charlotte dans Lost in Translation
  - Diane Lane pour le rôle de Frances dans Sous le soleil de Toscane (Under the Tuscan Sun)
  - Helen Mirren pour le rôle de Chris Harper dans Calendar Girls

#### Meilleur acteur dans un second rôle
- Tim Robbins pour le rôle de Dave Boyle dans Mystic River 
  - Alec Baldwin pour le rôle de Shelly Kaplow dans Lady Chance
  - Albert Finney pour le rôle de Edward Bloom dans Big Fish
  - Peter Sarsgaard pour le rôle de Charles Lane dans Le Mystificateur (Shattered Glass)
  - Ken Watanabe pour le rôle de Katsumoto dans Le Dernier Samouraï (The Last Samurai)

#### Meilleure actrice dans un second rôle
- Renée Zellweger pour le rôle de Ruby dans Retour à Cold Mountain (Cold Mountain)
  - Maria Bello pour le rôle de Natalie Belisario dans Lady Chance (The Cooler)
  - Patricia Clarkson pour le rôle de Joy Burns dans Pieces of April
  - Hope Davis pour le rôle de Joyce Brabner dans American Splendor
  - Holly Hunter pour le rôle de Melanie Freeland dans Thirteen

#### Meilleur scénario
- Lost in Translation – Sofia Coppola
  - Retour à Cold Mountain (Cold Mountain) – Anthony Minghella
  - In America – Jim Sheridan, Kirsten Sheridan et Naomi Sheridan
  - Love Actually – Richard Curtis
  - Mystic River – Brian Helgeland

#### Meilleure chanson originale
- "Into the West" interprétée par Annie Lennox – Le Seigneur des anneaux : Le Retour du roi (The Lord of the Rings : The Return of the King)
  - "Man of the Hour" interprétée par Pearl Jam – Big Fish
  - "You Will Be My Own True Love" interprétée par Alison Krauss – Retour à Cold Mountain (Cold Mountain)
  - "Time Enough for Tears" interprétée par Andrea Corr – In America
  - "The Heart of Every Girl" interprétée par Elton John – Le Sourire de Mona Lisa (Mona Lisa Smile)

#### Meilleure musique de film
- Le Seigneur des anneaux : Le Retour du roi (The Lord of the Rings : The Return of the King) – Howard Shore
  - Big Fish – Danny Elfman
  - Retour à Cold Mountain (Cold Mountain) – Gabriel Yared
  - La Jeune Fille à la perle (Girl with a Pearl Earring) – Alexandre Desplat
  - Le Dernier Samouraï (The Last Samurai) – Hans Zimmer

#### Meilleur film étranger
- Osama (أسامة) •  Afghanistan
  - Les invasions barbares •  Canada
  - Good Bye, Lenin! •  Allemagne
  - Monsieur Ibrahim et les Fleurs du Coran •  France
  - Le Retour (Возвращение) •  Russie

### Télévision
Note : le symbole « ♕ » rappelle le gagnant de l'année précédente (si nomination).

#### Meilleure série dramatique
- 24 heures chrono (24)
  - Les Experts (CSI: Crime Scene Investigation)
  - Nip/Tuck
  - Six Feet Under (Six Feet Under)
  - À la Maison-Blanche (The West Wing)

#### Meilleure série musicale ou comique
- The Office
  - Arrested Development
  - Monk
  - Sex and the City
  - Will et Grace (Will and Grace)

#### Meilleure mini-série ou meilleur téléfilm
- Angels in America
  - Ma maison en Ombrie (My House in Umbria)
  - Normal
  - Soldier's Girl
  - The Roman Spring of Mrs. Stone

#### Meilleur acteur dans une série dramatique
- Anthony LaPaglia pour le rôle de John Michael Malone dans FBI : Portés disparus (Without a Trace)
  - Michael Chiklis pour le rôle de Victor Mackey dans The Shield ♕
  - William Petersen pour le rôle de Gil Grissom dans Les Experts (CSI: Crime Scene Investigation)
  - Martin Sheen pour le rôle de Josiah Edward Bartlet dans À la Maison-Blanche (The West Wing)
  - Kiefer Sutherland pour le rôle de Jack Bauer dans 24 heures chrono (24)

#### Meilleure actrice dans une série dramatique
- Frances Conroy pour le rôle de Ruth O'Connor-Fisher dans Six Feet Under (Six Feet Under)
  - Jennifer Garner pour le rôle de Sydney Bristow dans Alias
  - Allison Janney pour le rôle de C.J. Cregg dans À la Maison-Blanche (The West Wing)
  - Joely Richardson pour le rôle de Julia McNamara dans Nip/Tuck
  - Amber Tamblyn pour le rôle de Joan Girardi dans Le Monde de Joan (Joan of Arcadia)

#### Meilleur acteur dans une série musicale ou comique
- Ricky Gervais pour le rôle de David Brent dans The Office
  - Matt LeBlanc pour le rôle de Joey Tribbiani dans Friends
  - Bernie Mac pour le rôle de Bernie dans The Bernie Mac Show
  - Eric McCormack pour le rôle de Will Truman dans Will et Grace (Will and Grace)
  - Tony Shalhoub pour le rôle d'Adrian Monk dans Monk ♕

#### Meilleure actrice dans une série musicale ou comique
- Sarah Jessica Parker pour le rôle de Carrie Bradshaw dans Sex and the City
  - Bonnie Hunt pour le rôle de Bonnie dans Life with Bonnie
  - Reba McEntire pour le rôle de Reba Hart dans Reba
  - Debra Messing pour le rôle de Grace Adler dans Will et Grace (Will and Grace)
  - Bitty Schram pour le rôle de Sharona Fleming dans Monk
  - Alicia Silverstone pour le rôle de Kate Fox Miss Match

#### Meilleur acteur dans une mini-série ou un téléfilm
- Al Pacino pour le rôle de Roy Cohn dans Angels in America
  - Antonio Banderas pour le rôle Pancho Villa dans Pancho Villa dans son propre rôle (And Starring Pancho Villa as Himself)
  - James Brolin pour le rôle de Ronald Reagan dans The Reagans
  - Troy Garity pour le rôle de Barry Winchell dans Soldier's Girl
  - Tom Wilkinson pour le rôle de Roy Applewood dans Normal

#### Meilleure actrice dans une mini-série ou un téléfilm
- Meryl Streep pour le rôle d'Hannah Pitt dans Angels in America
  - Judy Davis pour le rôle de Nancy Reagan dans The Reagans
  - Jessica Lange pour le rôle d'Irma Applewood dans Normal
  - Helen Mirren pour le rôle de Karen Stone dans The Roman Spring of Mrs. Stone
  - Maggie Smith pour le rôle de Emily Delahunty dans Ma maison en Ombrie (My House in Umbria)

#### Meilleur acteur dans un second rôle dans une série, une mini-série ou un téléfilm
- Jeffrey Wright pour le rôle de Belize dans Angels in America
  - Sean Hayes pour le rôle de Jack McFarland dans Will et Grace (Will and Grace)
  - Lee Pace pour le rôle de Calpernia Addams dans Soldier's Girl
  - Ben Shenkman pour le rôle de Louis Ironson dans Angels in America
  - Patrick Wilson pour le rôle de Joe Pitt dans Angels in America

#### Meilleure actrice dans un second rôle dans une série, une mini-série ou un téléfilm
- Mary-Louise Parker pour le rôle de Harper Pitt dans Angels in America
  - Kim Cattrall pour le rôle de Samantha Jones dans Sex and the City ♕
  - Kristin Davis pour le rôle de Charlotte York dans Sex and the City
  - Megan Mullally pour le rôle de Karen Walker dans Will et Grace (Will and Grace)
  - Cynthia Nixon pour le rôle de Miranda Hobbes dans Sex and the City

### Spéciales

#### Cecil B. DeMille Award
- Michael Douglas

#### Miss Golden Globe
- Lily Costner

## Récompenses et nominations multiples

### Nominations multiples

#### Cinéma
8  : Retour à Cold Mountain
 5  : Lost in Translation, Mystic River
 4  : Le Seigneur des anneaux : Le Retour du roi, Big Fish
 3  : Le Dernier Samouraï, Master and Commander : De l'autre côté du monde
 2  : Tout peut arriver, In America, Lady Chance, Thirteen, Love Actually, La Jeune Fille à la perle

#### Télévision
7  : Angels in America
 5  : Sex and the City
 3  : Soldier's Girl, Normal, À la Maison-Blanche, Monk
 2  : The Office, Six Feet Under, Ma maison en Ombrie, The Roman Spring of Mrs. Stone, 24 heures chrono, Les Experts, Nip/Tuck, The Reagans

#### Personnalités
2  : Sofia Coppola, Anthony Minghella, Scarlett Johansson, Helen Mirren

### Récompenses multiples
Légende : Nombre de récompenses/Nombre de nominations

#### Cinéma
4 / 4 : Le Seigneur des anneaux : Le Retour du roi
3 / 5 : Lost in Translation
2 / 5 : Mystic River

#### Télévision
5 / 7 : Angels in America
2 / 2 : The Office

#### Personnalités
Aucune

### Les grands perdants

#### Cinéma
1 / 8  : Retour à Cold Mountain

#### Télévision
0 / 5 : Will et Grace